# عدي سينغ
عدي سينغ (بالهندية: उदय सिंह؛ بالإنجليزية: Uday Singh) هو سياسي هندي، ولد في 9 نوفمبر 1952 في باتنا في الهند. نشط حزبياً في حزب بهاراتيا جاناتا. وقد انتخب List of members of the 15th Lok Sabha ‏ عن دائرة Purnia Lok Sabha constituency ‏ وقد انضم خلال فترته النيابية  للكتلة البرلمانية حزب بهاراتيا جاناتا.